# Mohammed Belarbi Alaoui
Mohamed Belarbi Alaoui (1880-1964) a étudié à l'Université Al Quaraouiyine de Fès, et fut un disciple d'Abou Chouaïb Doukkali. Ce juriste est connu pour son adhésion au salafisme réformiste, contre les pratiques maraboutiques représentées par les zaouias.

## Biographie
Né en 1880 à M'daghra, dans la région de Tafilalet au sud-est du Maroc, il fut le grand-père de Mustapha Terrab.
Au cours de ses études à Fès, il fut initié aux thèses du salafisme par l’intermédiaire de son professeur Abou Chouaïb Doukkali. En 1915, il obtint le poste de grand cadi du sultan, et la présidence du Conseil des Oulémas de la Quaraouiyine. Il mit en œuvre une profonde réforme de l’enseignement religieux marocain.
Il fut désigné comme ministre de la Justice de 1936 à 1944, mais son engagement politique à l’égard du colonialisme lui a valu l'exil à Tiznit en 1953.
Après l’indépendance du Maroc, il devint conseiller du roi Mohammed V. Sa relation avec le Makhzen ne cessa de se dégrader, notamment en soutenant les thèses de l’UNFP, outre son appel au boycott du référendum constitutionnel de 1962 qui garantissait les pleins pouvoirs au souverain.